# Federico VI di Goseck
Federico VI di Goseck (1100 ca. – 19 maggio 1162) fu conte palatino di Sassonia e conte di Hassegau dal 1121 alla sua morte. Fu anche conte di Sommerschenburg come Federico II.

## Origini
Federico VI era il figlio del conte palatino di Sassonia Federico V, conte di Sommerschenburg, e di Adelaide di Lauffen.
Federico VI apparteneva al ramo di Sommerschenburg della casata di Goseck, che prendeva il nome dalla fortezza di Sommerschenburg, situata sulla montagna sopra Sommersdorf (a sud-est di Helmstedt).
I ramo dei conti di Sommerschenburg era stato fondato da Oda di Goseck, figlia di Federico I, e da suo marito Adalberto. Le origini di quest'ultimo non sono chiare, ma si suppone fosse imparentato con Teodorico di Sommerschenburg, genero del conte palatino di Sassonia Adalberone.
Nel 1097 il ribelle Federico IV di Goseck venne privato della contea palatina di Sassonia dal re dei Romani Enrico V di Franconia, che decise di assegnarla a Federico I di Sommerschenburg, il padre di Federico VI.

## Biografia
Alla morte del padre, nel 1121, Federico VI divenne il nuovo conte palatino di Sassonia e decise prontamente di schierarsi al fianco del duca di Sassonia Lotario di Supplimburgo, nello scontro tra questi e l'imperatore Enrico V di Franconia.
Una volta eletto re dei Romani Lotario II, Federico VI era considerato una delle «persone leali alla corte imperiale», per questa ragione attorno al 1130 la contea palatina di Sassonia gli venne contesa da Ermanno II di Winzenburg, langravio di Turingia ed esponente della fazione sveva.
Alla morte di Lotario, Federico VI continuò a essere alleato dei duchi di Sassonia, diventando seguace di Enrico il Superbo prima e di suo figlio Enrico il Leone poi. Al tempo del regno di Corrado III, probabilmente, come altri principi suoi contemporanei, Federico VI venne influenzato dalle prediche di Bernardo di Chiaravalle. Non prese parte alla seconda crociata, ma partecipò alla crociata dei Venedi del 1147.
Federico VI fu Vogt dei monasteri di Quedlinburg, Gandersheim, Schöningen, Walbeck, Helmstedt, Huysburg, Hamersleben e Ringelheim. In qualità di Vogt, fece coniare monete a Quedlinburg, Gandersheim e Helmstedt. Probabilmente ricoprì anche la carica di Hochvogt dell'arcivescovado Amburgo-Brema fino al 1152. Federico VI ebbe un rapporto particolarmente stretto con i cistercensi, infatti tra il 1136 e il 1138 fondò l'abbazia cistercense di Mariental am Lappwald. Inoltre, dopo il suo ritorno dalla crociata nel 1148, fu coinvolto nella fondazione della cistercense di Michaelstein am Harz da parte della badessa di Quedlinburg Beatrice II di Winzenburg.
Federico VI morì nel 1162 e venne sepolto nel coro dell'abbazia di Mariental. Oggi la tomba non esiste più, ma esiste la descrizione fatta da Heinrich Meibom: «La lapide è cesellata, senza barba e corazzata» Meibom descrisse anche l'iscrizione, ma non lo stemma, che secondo Hermen Bote consisteva in uno scudo partito di nove d'argento e di rosso.

## Matrimonio e figli
Federico sposò Liutgarda di Salzwedel, sorella di Arduico di Stade, ma il matrimonio fu annullato nel 1144, perché gli sposi vennero giudicati troppo strettamente imparentati. La coppia ebbe quattro figli:
- Adalberto (ca. 1130 – 1179), conte palatino di Sassonia;
- Adelaide († 1 maggio 1184), badessa di Quedlinburg e di Gandersheim e forse di Bassum;
- Sofia († 1190) , che sposò in prime nozze il conte Wettin Enrico I († 1181) e in seconde nozze il langravio di Turingia Ermanno I (1155 – 1217);
- Teodorico, che fu tutore legale del conte Wettin Enrico II.